# Neith (satélite)

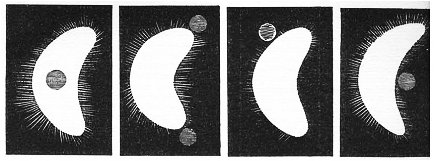
Desenho de Francesco Fontana do suposto satélite de Vênus. Os raios de luz em volta de Vênus são causados por efeitos ópticos.

Neith é o nome dado a um objeto avistado pela primeira vez por Giovanni Cassini, que ele acreditou ser uma lua de Vênus.
Em 1672, Giovanni Cassini achou um pequeno objeto perto de Vênus. Ele não escreveu notas sobre o acontecimento, mas quando ele viu o objeto novamente em 1686, ele fez um anúncio formal de uma possível lua de Vênus.
O objeto foi visto por muitos outros astrônomos ao longo de um grande período de tempo: por James Short em 1740, por Andreas Mayer em 1759, por Joseph Louis Lagrange em 1761, 18 observações em 1761, incluindo uma na qual um pequeno ponto foi visto seguindo Vênus durante um trânsito, oito observações em 1764, e por Christian Horrebow em 1768.
Muitos astrônomos, no entanto, falharam em encontrar qualquer lua orbitando Vênus, incluindo William Herschel em 1768.
Cassini estimou que Neith tinha um quarto do diâmetro de Vênus. Em 1761, Lagrange anunciou que o plano orbital de Neith era perpendicular à eclíptica. Em 1777, J.H. Lambert estimou que seu período orbital era de onze dias e três horas.
Em 1766, o diretor do Observatório de Vienna especulou que as observações da lua eram ilusões ópticas causadas pela luminosidade de Vênus.
Em 1884, Jean-Charles Houzeau, o ex-diretor do Observatório Real da Bélgica sugeriu que a lua era na verdade um planeta que orbitava o Sol a cada 283 dias. Um planeta assim estaria em conjunção com Vênus a cada 1080 dias, que aconteceu durante as observações anteriores. Houzeau também foi o primeiro a nomear o objeto de Neith, a partir de uma deusa egípicia.
Em 1887, a Academia Bélgica de Ciências publicou um papel que estudou cada avistamento de Neith. Foi determinado que a maioria dos avistamentos poderia ser explicada por estrelas que ficaram perto de Vênus vistas da Terra, incluindo Chi¹ Orionis, M Tauri, 71 Orionis, Nu Geminorum e Theta Librae.
O asteroide 2002 VE68, descoberto em 11 de novembro de 2002 por Brian Skiff, é um quasi-satélite de Vênus.